# Trichobatrachus robustus
Genre
Espèce
Statut de conservation UICN

 LC  : Préoccupation mineure
Trichobatrachus robustus, unique représentant du genre Trichobatrachus, est une espèce d'amphibiens de la famille des Arthroleptidae.

## Répartition
Cette espèce se rencontre dans les basses terres de l'Est du Nigeria, dans les Osamba Hills, pour le point le plus au nord de sa distribution, jusqu'au Kongo-Central dans l'ouest de la République démocratique du Congo, dans les monts Mayombe, pour sa distribution la plus australe et en Amérique du Sud. Entre ces deux zones elle a été observée dans le sud-ouest du Cameroun, en Guinée équatoriale et dans l'ouest du Gabon.
Sa présence est présumée au Cabinda en Angola et en République du Congo et au golfe de Guinée.

## Habitat
Trichobatrachus robustus se reproduit dans l'eau comme tous les batraciens, mais on pense, sans certitude, que son mode de vie adulte est généralement terrestre. Son habitat comprend des rivières à eaux vives dans les basses terres de la forêt équatoriale, et des terres agricoles, y compris des plantations de thé. Les têtards vivent dans des eaux rapides voire torrentielles, ainsi qu'au pied de petites cascades.

## Description

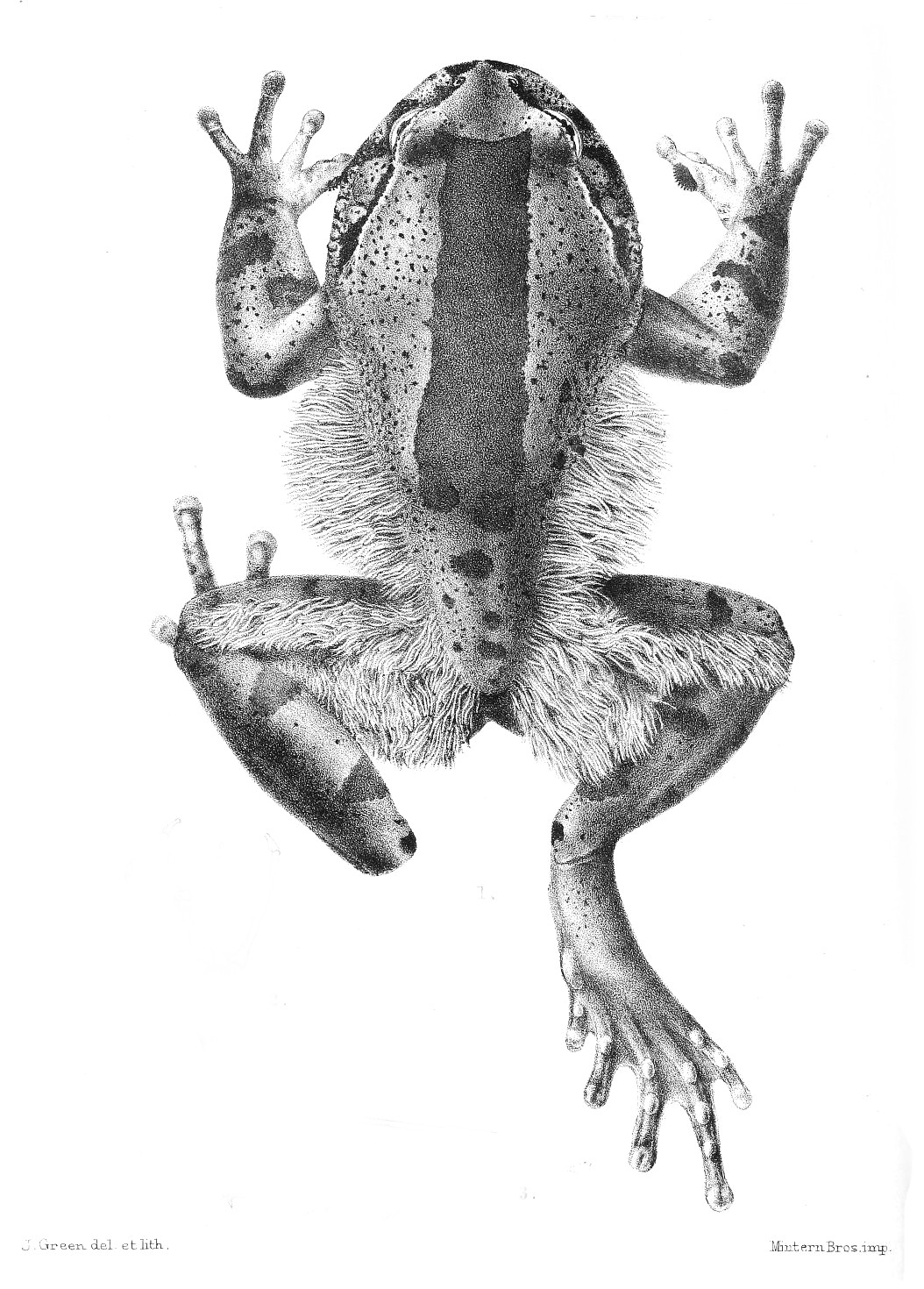
Illustration

Trichobatrachus robustus mesure approximativement 11 cm du museau à la queue. La tête est plus large que longue. Le museau est court et arrondi. Les narines sont un peu plus près de l’œil que du museau. Les pupilles sont verticales. Le tympan, bien distinct, mesure environ la moitié du diamètre de l’œil. La langue est fourchue. La bouche a deux rangées de dents vomérines entre deux choanes plutôt larges. Les doigts, palmés, sont étalés mais les métatarses latéraux sont attachés. L'omoplate est osseuse mais le sternum est une plaque cartilagineuse. Les phalanges terminales sont simples. Les coussinets sub-articulaires sont larges.
Les os des bouts des doigts sont pointus et crochus, avec à leurs extrémités des os plus petits, non rattachés. Ces petits os libres sont maintenus en place par un manchon composé principalement de collagène dense, qui les connecte au reste du doigt et à la peau environnante. Il semble que ces petits os libres maintiennent la peau en place par rapport aux os crochus, de sorte que quand la grenouille contracte un muscle dans le pied, l'os crochu se sépare de l'osselet libre et vient percer la peau. Hormis ce manchon de collagène gélatineux, le squelette ne possède pas de structures dans laquelle les griffes se rétractent comme pour les chats ; et les griffes sont ici recouvertes par de la peau ordinaire. Deuxième caractère unique de Trichobatrachus robustus et de quelques autres grenouilles proches : elles sont les seuls vertébrés possédant des griffes faites d'os purs, sans kératine pour les protéger,.
Le dos est couleur brun-olive, avec une bande plus foncée bordée de noir courant le long de la colonne vertébrale et sur la face de l'animal ; cette bande plus foncée est clairement définie sur le devant, avec une autre barre en croix entre les yeux. Il y a du noir sur le museau et sur les tempes. Les flancs sont sombres, les parties inférieures sont blanches. La femelle a des taches brunes sur la gorge.
Son descripteur, George Albert Boulenger, un zoologiste belge, avait déjà noté les observations suivantes : les mâles sont nettement plus grands que les femelles. Ils ont un sac vocal interne double et trois petites crêtes longues (deux longitudinales et une transverse) portant de petites épines noires sur la surface interne du premier doigt des membres antérieurs. Ils seraient également les seuls dont les poumons ont un diverticulum (petite dérivation anatomique) postérieur étroit, et à posséder des papilles dermales sur les flancs et les cuisses. En 1925 Noble proposa l'hypothèse que ces papilles des mâles augmentaient la surface effective de respiration, augmentation rendue nécessaire par l'augmentation de leur taille tout en ayant des poumons relativement petits.
En 1900, Boulenger note l'existence, sur les bords de la rivière Benito en Guinée équatoriale, d'une grenouille poilue qu'il baptise du nom latin de « grenouille poilue ». En fait de poils il s'agit de fines excroissances de peau extrêmement vascularisées, qui augmentent la surface d'échange des capillaires sanguins et, par conséquent, l'absorption d'oxygène. Ces excroissances apparaissent sur l'arrière des cuisses et les flancs du mâle durant la période d'accouplement et de maturation des œufs – car c'est le mâle qui s'occupe de ces derniers. Quelques autres observations de cette grenouille sont notées entre 1900 et 1925.
L'exceptionnelle capacité de cette grenouille à se doter de griffes est connue au moins depuis les années 50, mais son mécanisme n'a été décrit que dans les années 2000. À la suite d'un examen de 63 spécimens, Blackburn décrit un système de griffes rétractiles chez onze d'entre eux. Ces onze spécimens appartiennent tous aux genres Astylosternus, Trichobatrachus et Scotobleps, et tous sont natifs d'Afrique centrale. Non seulement ces grenouilles ont l'originalité de porter des griffes, mais ce sont aussi les seuls vertébrés à avoir des griffes rétractiles qui fonctionnent en perçant la peau, et les seuls dont les griffes sont faites d'os pur.
Blackburn rapporte que les chasseurs au Cameroun utilisent de longues lances, des machettes, et même parfois des armes à feu, pour tuer ces animaux qui finissent alors au menu, rôtis. Cette pratique est courante et contribue à créer des zones autour des villages d'où cette espèce est, sinon absente, du moins rare. Dans les monts Rumpi, zone protégée à l'ouest du Cameroun, les autochtones mangent les têtards. Leur population décroît, non, pense-t-on, à cause de cette chasse qui a toujours été pratiquée, mais à cause de la mauvaise qualité de l'eau. Cette grenouille semble tolérer assez bien les changements dans son habitat terrestre autour des ruisseaux.

## Alimentation
Son régime, pour autant que l'on sache d'après le contenu de l'estomac de certains spécimens, inclut limaces, myriapodes, araignées, scarabées et sauterelles.

## Reproduction
Les œufs sont pondus sur des pierres dans les ruisseaux aux eaux vives. Les têtards sont plutôt musclés. Ils sont carnivores et leur bouche contient plusieurs rangées de dents cornées.

## Statut de conservation
Bien que ses populations soient en diminution, l'Union internationale pour la conservation de la nature, classe Trichobatrachus robustus parmi les moins à risque des espèces considérant une distribution assez large, une population que l'on suppose être de même assez large, et ses prospects ne sont pas classés comme « menaçants ». Plusieurs zones protégées existent dans son habitat.

## Étymologie
Le nom du genre est basé sur le grec : thrix (génitif trikhos) : poil, batrachus : grenouille.
L'épithète spécifique robustus évoque la grande taille de l'espèce.

## Publication originale
- Boulenger, 1900 : A list of the batrachians and reptiles of the Gaboon (French Congo), with descriptions of new genera and species. Proceedings of the Zoological Society of London, vol. 1900, p. 433-456 (texte intégral).